# Cvi Avni
Cvi Avni (hebrejsky: צבי אבני, v anglickém přepisu Tzvi Avni, rodným jménem Hermann Jakob Steinke; * 2. září 1927) je izraelský hudební skladatel.

## Biografie
Narodil se v německém Saarbrückenu a jako dítě emigroval s rodinou do britské mandátní Palestiny. Studoval s Paulem Ben Chajimem. Na doporučení Edgarda Varèsého působil v 60. letech v Columbia-Princeton Electronic Music Center. Později, na základě rad svého newyorského mentora Vladimira Ussachevskeho, v Izraeli založil elektronické studio při Jeruzalémské hudební akademii.

## Ocenění
V roce 2001 byl oceněn Izraelskou cenou za hudbu. Ta je udílena od roku 1953 a patří mezi nejvyšší izraelská státní vyznamenání.